# Anolis cristatellus
Anolis cristatellus — представник роду Анолісів з родини Анолісових. Має 2 підвиди. Інші назви «аноліс пуерториканський» та «гребінчастий аноліс».

## Опис
Загальна довжина досягає 10-18 см. Самці зазвичай дещо більше за самок. Голова велика та витягнута. Тулуб стиснутий з боків, дуже довгий та тонкий хвіст. Уздовж хребта тягнеться невисокий гребінь. Має дуже мінливе забарвлення. У самців від світло-коричневого до зеленувато-сірою з темним візерунком по спині. Горлова торба невелика, колір якої коливається від оливкового, жовтого або помаранчевого до зеленого або гірчичного з помаранчевою облямівкою. Самки зазвичай мають на спині малюнок зі світлої поздовжньої смуги уздовж хребта з темними поперечними смужками. За основним тоном забарвлення у обох статей може проявлятися малюнок з червоного, коричневого або бежевих крапок й цяточок.

## Спосіб життя
Полюбляє тропічні ліси. Усе життя проводить на деревах. Зустрічається також на огорожах, різних спорудах, гілках чагарників й дерев. Харчується комахами, павуками, фруктами.
Це яйцекладна ящірка. Самиця відкладає до 3 яєць.

## Розповсюдження
Мешкає на островах Пуерто-Рико, В'єкес, Кулебра та на Віргінських островах. Спеціально було завезено до Флориди (США), Мексики та Домініканської республіки.

## Підвиди
- Anolis cristatellus cristatellus
- Anolis cristatellus wileyae